# أنتجي بوتيوس
أنتجي بوتيوس (بالإنجليزية: Antje Boetius) (من مواليد 5 مارس 1967) وهي عالمة ألمانية في علم الأحياء البحرية، تعمل حاليًا كأستاذة في علم الأحياء الدقيقة الجيولوجية في معهد ماكس بلانك للميكروبيولوجي البحري بجامعة بريمن. حصلت على جائزة «جوتفريد فيلهلم ليبنيز»، مع تمويل قدره 2.5 مليون يورو لدراستها عن الكائنات الحية الدقيقة في قاع البحر التي تؤثر على المناخ العالمي في مارس 2009. كانت أول من وصف الأكسدة اللاهوائية للميثان. كانت تعتقد أن أشكال النشأة للأرض قد تكون موجودة بسبب غاز الميثان في غياب الأكسجين الجزيئي (بدلاً من تقليل المركبات المحتوية على الأكسجين مثل النترات أو الكبريتات). وقد اقترحت أيضًا أن أشكال الحياة هذه قد تكون قادرة على تقليل معدل تغير المناخ في المستقبل.
حصلت بوتيوس على شهادة علم الأحياء من جامعة هامبورغ في عام 1992، ودرجة الدكتوراه في علم الأحياء من جامعة بريمن في عام 1996 وأصبحت أستاذة مساعدة في عام 2001 و 2003. تكمن اهتماماتها البحثية في تجاوز دورة الميثان البحرية، وإيكولوجيا الموائل للتخليق الكيميائي، والعمليات الميكروبية للتأخر الباكر في رواسب أعماق البحار، وتأثيرات الضغط والحرارة على العمليات الميكروبية، والتعايش الجرثومي، والجيولوجيا الجزيئية ودورة الكربون. بالإضافة إلى دورها الحالي كأستاذة في علم الأحياء الدقيقة الجيولوجية، الذي أقامته منذ مارس 2009. وهي أيضًا رئيسة لمجموعة HGF-MPG Bridge على البيئة والتكنولوجيا في أعماق البحار وزعيمة "مجموعة الموائل الميكروبية" " لأبحاث الكيمياء الحيوية، وعمليات نقل ميكروبية في البيئات القاعية.
تم انتخاب بوتيوس لفترة أولية في مجلس الشيوخ DFG في عام 2015.

## أبرز اكتشافاتها
اكتشف العلماء كائناً يُعتقد أنه يمثّل أقدم أشكال الحياة في العالم، ويعيش على الميثان ويمكن تسخيره للمساعدة في مكافحة ظاهرة الاحتباس الحراري. يعيش الكائن الحي في قاع البحر الأسود، وهي منطقة كان يعتقد في السابق أنها بلا حياة حتى فوجئ باحثون من جمعية ماكس بلانك في ألمانيا بالعثور على الشعاب المرجانية المصنوعة من الكائنات الحية الدقيقة، واكتشفوا أيضاً معالجة الميثان والكبريتات في أكبر منطقة خالية من الأكسجين على هذا الكوكب. عكس الاعتقاد الشائع بين العلماء أن الميثان لا يمكن تكسيره إلا بالأكسجين. تتركز النظريات التقليدية للحياة المبكرة على الأرض على النباتات التي تحول ثاني أكسيد الكربون إلى أكسجين. ويعتقد أن حياتها بدأت منذ ثلاثة مليارات أو ثلاثة مليارات ونصف سنة مضت. لكنهم يعتقدون أن الكائنات المكتشفة حديثًا عاشت قبل أربعة مليارات سنة.
إن اكتشاف هذه الكائنات الحية الدقيقة المكونة للشعاب المرجانية في أعماق لا يوجد فيها أكسجين ولا يصلها الضوء قد أعطى الأمل في إمكانية هضم مستودعات الميثان الموجودة بشكل ضخم جداً. قالت البروفيسورة أنتجي بوتيوس، المشاركة في تأليف الدراسة: «قد يكون هذا الاكتشاف وسيلة لعرقلة كارثة المناخ. ربما كانت الكائنات الدقيقة مثل تلك الموجودة في البحر الأسود بمثابة السكان الأصليين للأرض لفترة طويلة من تاريخ الأرض.»

## عالمة ذات مواهب بارزة
وُصفت أنتجي بوتيوس، الباحثة في أعماق البحار والقطبية ومديرة معهد الفريد فيجنر في مركز هيلمهولتز للبحوث القطبية والبحرية في بريمرهافن، بأنها «عالِمة بارزة تتمتع بموهبة غير عادية لفهم التخصصات الشاملة للعمليات التي تحدث في أعماق المحيطات». قيل إن بحثها أظهر أهمية بكتيريا أعماق البحار في المناخ العالمي؛ إذ إن الميكروبات هي المسؤولة عن تكسر الغاز الطبيعي (الميثان) الذي ينبعث بكميات كبيرة في قاع المحيط، ليقوم باستبعاد الأكسجين. يعتبر الميثان من الغازات الدفيئة (غازات توجد في الغلاف الجوي تتميز بقدرتها على امتصاص الأشعة التي تفقدها الأرض (الأشعة تحت الحمراء) فتقلل ضياع الحرارة من الأرض إلى الفضاء، ما يساعد على تسخين جو الأرض وبالتالي تساهم في ظاهرة الاحتباس الحراري والاحترار العالمي) وله تأثير أكبر بمقدار 25 مرة من غاز ثاني أكسيد الكربون. تقوم هذه البكتيريا بالسماح لجزء صغير فقط من الغاز بالفرار من المحيطات إلى الغلاف الجوي، وبالتالي تساهم في منع ارتفاع حرارة الكوكب بشكل أسرع. ومع ذلك، ووفقاً لمفهوم «حدود الكواكب» الذي طوره كبار العلماء الدوليين، لم يعد من الممكن التنبؤ بعواقب الاحترار العالمي. ويعتبر الغطاء الجليدي المتناقص باستمرار في القطب الشمالي من أكثر المظاهر وضوحاً لنتائج هذا الاحترار. تدرس بوتيوس حاليًا الآثار البيئية الناجمة عن انخفاض الجليد البحري.

## آراء علمية
يحسب لعالمة الأحياء البحرية وباحثة النظام الإيكولوجي ومراسلة العلوم أنها أثبتت مراراً وتكراراً أن النشاط البشري قابل للاكتشاف حتى في المناطق النائية من الأرض. بوتيوس على يقين من أن "تغير المناخ يغير أيضاً الطحالب والكائنات الحية الدقيقة والتي تعتبر غذاء حيوانات أعماق البحار. لذلك، فإن التغيرات التي تحدث في الأعلى لها تأثير مباشر حتى في أعمق الخنادق الموجودة في أعماق البحار. تقول بوتيوس: "لقد تمكن الباحثون في معهدنا مؤخراً من اكتشاف وجود المواد البلاستيكية الدقيقة في الجليد البحري وفي أعماق البحار أيضاً. بالإضافة إلى تغير المناخ"، تعتقد بوتيوس أن الصيد قد غير بالفعل محيطات العالم. صيد الحيتان في الثلاثينيات -على سبيل المثال- أهلك أكبر ثدييات البحر حتى يومنا هذا. هذا أيضاً يؤثر على حلقة الغذاء وصولاً إلى الميكروبات في أعماق البحار.

## نشاطات أخرى
- عضو مجلس المحافظين في جامعة جاكوبس في بريمن (منذ عام 2018).[11]
- عضو مجلس الأعيان في مؤسسة الأبحاث الألمانية (DFG).
- عضو مجلس الأعيان في جمعية لايبنيز.
- عضو المجلس الاستشاري العلمي في متحف التاريخ الطبيعي في برلين.
- عضو المجلس الاستشاري العلمي في جمعية سينكنبرج لبحوث الطبيعة.[12]
- عضو الجمعية الأمريكية لعلم الأحياء المجهري في الاتحاد الجيوفيزيائي الأمريكي (AGU).

## حياتها الشخصية
وصفت ميسيون ماديكو حياة بوتيوس: «طعام جيد ونبيذ جيد وشركة جيدة وموسيقى جيدة، أزياء ونمط حياة المدن الكبرى!».

## روابط خارجية
- أنتجي بوتيوس على موقع IMDb (الإنجليزية)
- أنتجي بوتيوس على موقع مونزينجر (الألمانية)